# Abagrotis kirkwoodi
Abagrotis kirkwoodi är en fjärilsart som beskrevs av John S. Buckett 1968. Abagrotis kirkwoodi ingår i släktet Abagrotis och familjen nattflyn. Inga underarter finns listade i Catalogue of Life.